# Щекичин
Щеки́чин — село у складі Великомежиріцької громади Рівненського району Рівненської області. Колишній центр Щекичинської сільської ради. Населення — 842 особи. Перша згадка — 1635 рік. У селі діють загальноосвітня школа І–ІІ ступенів, будинок культури, дитячий садок, публічно-шкільна бібліотека, фельдшерсько-акушерський пункт, Свято-Михайлівська церква. У 1968 році встановлено пам'ятний знак землякам, які загинули у Німецько-радянській війні.
На території села знайдено знаряддя праці епохи неоліту, польські і литовські монети XV—XVII століть. Поблизу села в урочищі Воронуха розташована козацька могила XVII століття.

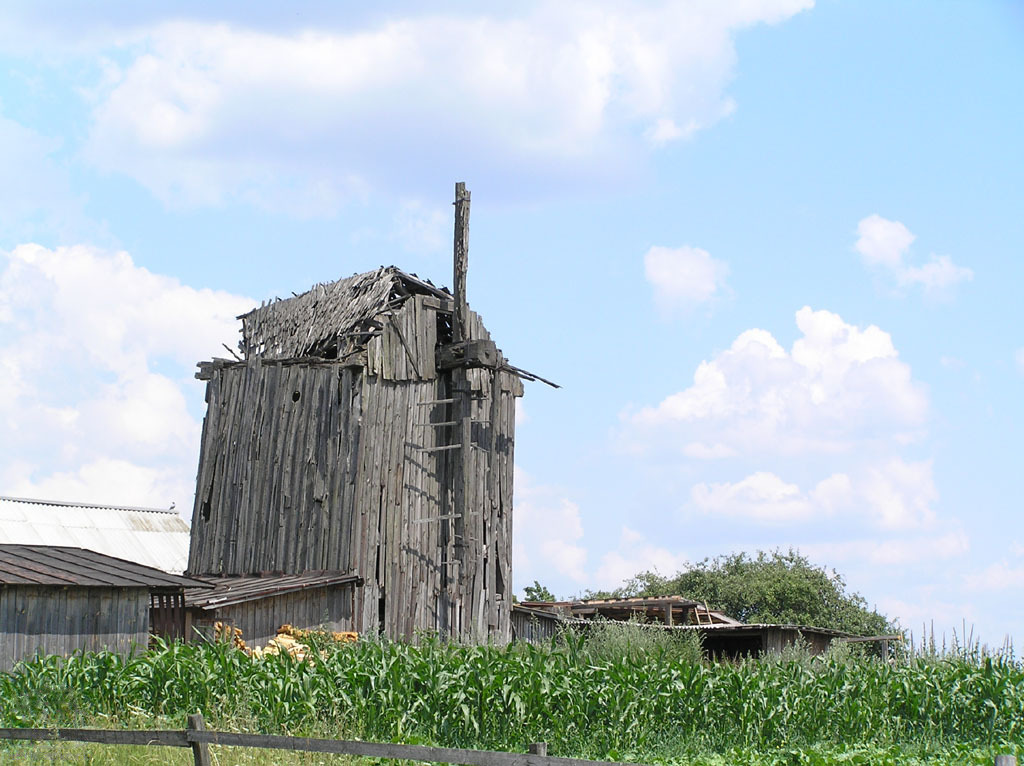
Старий вітряк у селі

## Географія
Селом протікає річка Стави.

## Історія
У 1906 році село Межиріцької волості Рівненського повіту Волинської губернії. Відстань від повітового міста 47 верст, від волості 6. Дворів 110, мешканців 664.

## Населення

### Мова
Розподіл населення за рідною мовою за даними перепису 2001 року:
| Мова       | Кількість | Відсоток |
| ---------- | --------- | -------- |
| українська | 841       | 99.88%   |
| російська  | 1         | 0.12%    |
| Усього     | 842       | 100%     |